# Puyo Puyo 2
 (octobre 2019).
Si vous disposez d'ouvrages ou d'articles de référence ou si vous connaissez des sites web de qualité traitant du thème abordé ici, merci de compléter l'article en donnant les références utiles à sa vérifiabilité et en les liant à la section « Notes et références ».
Puyo Puyo 2 (ぷよぷよ通, Puyo Puyo Tsū) est un jeu vidéo de puzzle développé et édité par Compile, sorti en 1994 sur borne d'arcade, Mega Drive et Game Gear. Il a été adapté sur divers supports ensuite.
Le jeu fait suite à Puyo Puyo.

## Système de jeu
Le principe de ce nouveau mode de jeu est de pouvoir contrer les dommages envoyés par les adversaires. Une nouvelle règle, la règle Henka, fait que les puyos dommages sont des pierres : Phase 1 : Pierre ; Phase 2 : Puyo dommage

## Adaptations
Outre les versions arcade, Mega Drive et Game Gear, le jeu est sorti sur d'autres supports, dans des versions parfois remaniées.
- Saturn (1995)
- Super Nintendo (Super Puyo Puyo Tsuu, 1995)
- Game Boy (Pocket Puyo Puyo 2, 1996)
- PC Engine (Super CD-ROM²) (Puyo Puyo CD Tsū, 1996)
- PlayStation (Puyo Puyo Tsū Ketteiban, 1996)
- WonderSwan (1999)
- Neo-Geo Pocket Color (1999, Puyo Pop)
- Game Boy Advance (2002, Puyo Pop)
- N-Gage (2003, Puyo Pop)
- PlayStation 2 (2004, Sega Ages 2500 Series Vol. 12: Puyo Puyo Tsuu Perfect Set, remake)
- Nintendo Switch (2019, via l’abonnement Online de la console, dans la ludothèque Super Nintendo)
- Nintendo Switch (2020, Sega Ages Puyo Puyo Tsuu)
- Game Gear micro (2020 réédition du jeu Game Gear)